# Van Hool A500
 (mars 2016).
Si vous disposez d'ouvrages ou d'articles de référence ou si vous connaissez des sites web de qualité traitant du thème abordé ici, merci de compléter l'article en donnant les références utiles à sa vérifiabilité et en les liant à la section « Notes et références ».
Le Van Hool A500 est un autobus produit et commercialisé par le constructeur belge Van Hool. Il est le successeur du Van Hool A280. La désignation « 500 » est due à la hauteur de son plancher de 500 mm du sol. Ce modèle a été fabriqué en versions deux et trois portes. Au total, plus de 600 exemplaires ont été fabriqués, dont 200 exportés en France. Van Hool réalise avec ce véhicule ses premiers pas dans le marché du transport en commun en France.

## Histoire
La première version de l'A500 fut lancé en 1988. Il connut un immense succès en Algérie, Belgique et surtout en France. Des exemplaires furent aussi livrés au Canada, en Espagne, Suisse et à Monaco.

### Van Hool A280
L'A280 est la toute première version de l'autobus qui est ensuite vendu sous la désignation A500.
La première série d'A280 sort en mai 1986. Après avoir été utilisée pour des essais et des démonstrations, elle est vendue en Belgique. Au niveau esthétique, à l'avant, les phares avant sont placés sur le pare-chocs tandis que sur l'A500, ils sont placés au-dessus du pare-chocs, juste sous les clignotants. À l'arrière, le pare-brise est légèrement arrondi vers le haut.

## Modèles

### A500
- Phase I

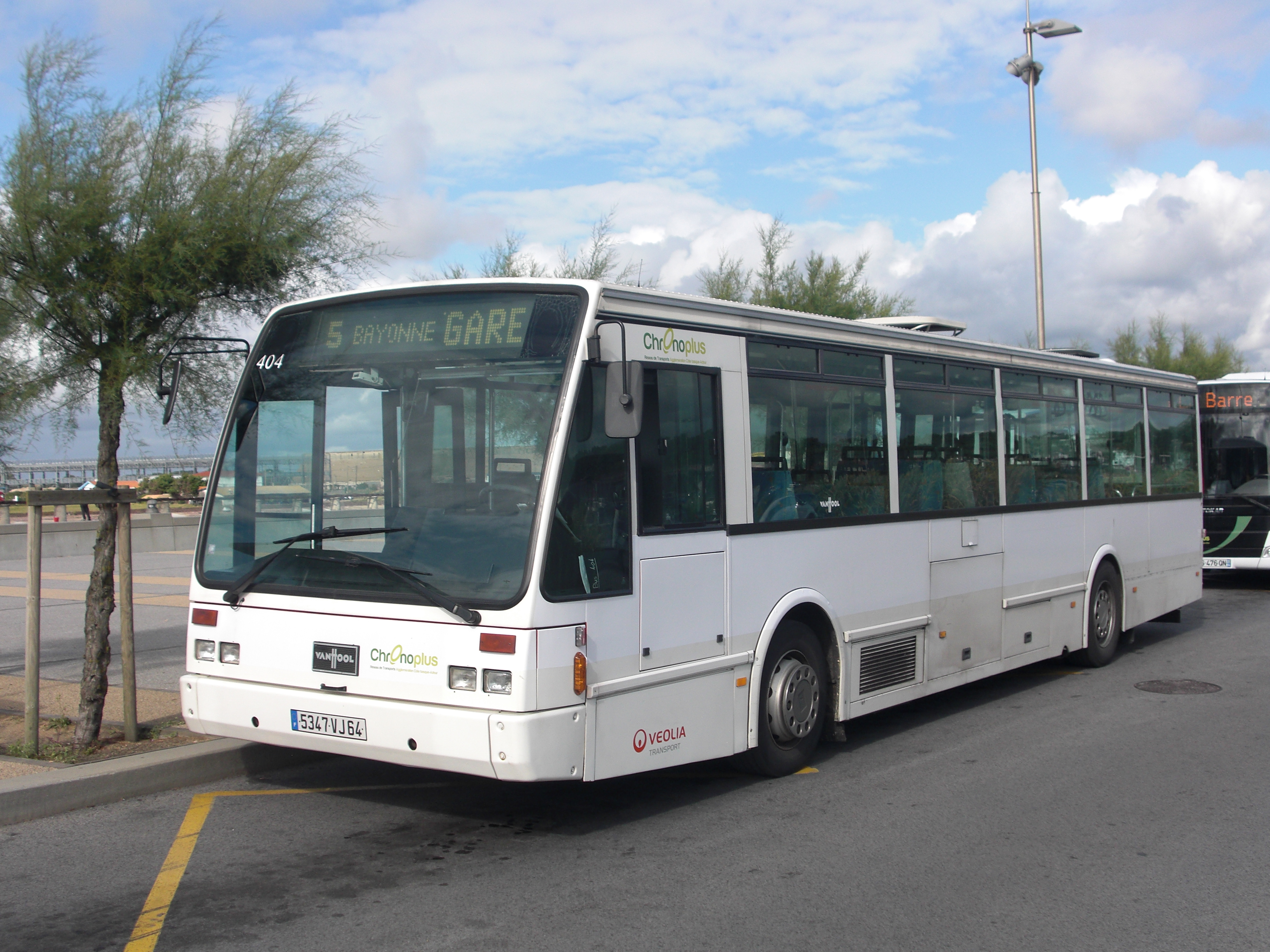
Van Hool A500 phase 2

La phase I de l'A500 possède des phares ronds. Il sera produit de 1988 à 1990.
- Photos d'un A500 Phase I de 1990.
- Phase II

La deuxième version peut être différentiée à la forme des phares avant du véhicule qui deviennent rectangulaires. Son moteur sera moins bruyant et moins polluant. Il sera produit de 1990 à 1998.
En Région wallonne, on peut en voir surtout sur le réseau TEC Charleroi. Le 8393 a été racheté par l'Athénée Royal Bruxelles 2 (à Laeken) pour devenir un restaurant didactique. Tous les A500 Bruxellois sont désormais HS, à ce jour, 15/10/2014, il n'en reste qu'au TEC Charleroi (6) et quelques-uns à De Lijn[réf. nécessaire]. Un exemplaire est néanmoins préservée par le Musée du Transport Urbain Bruxellois à Woluwe St Pierre.

### A500/2
Il sera produit de 1998 à 1999.

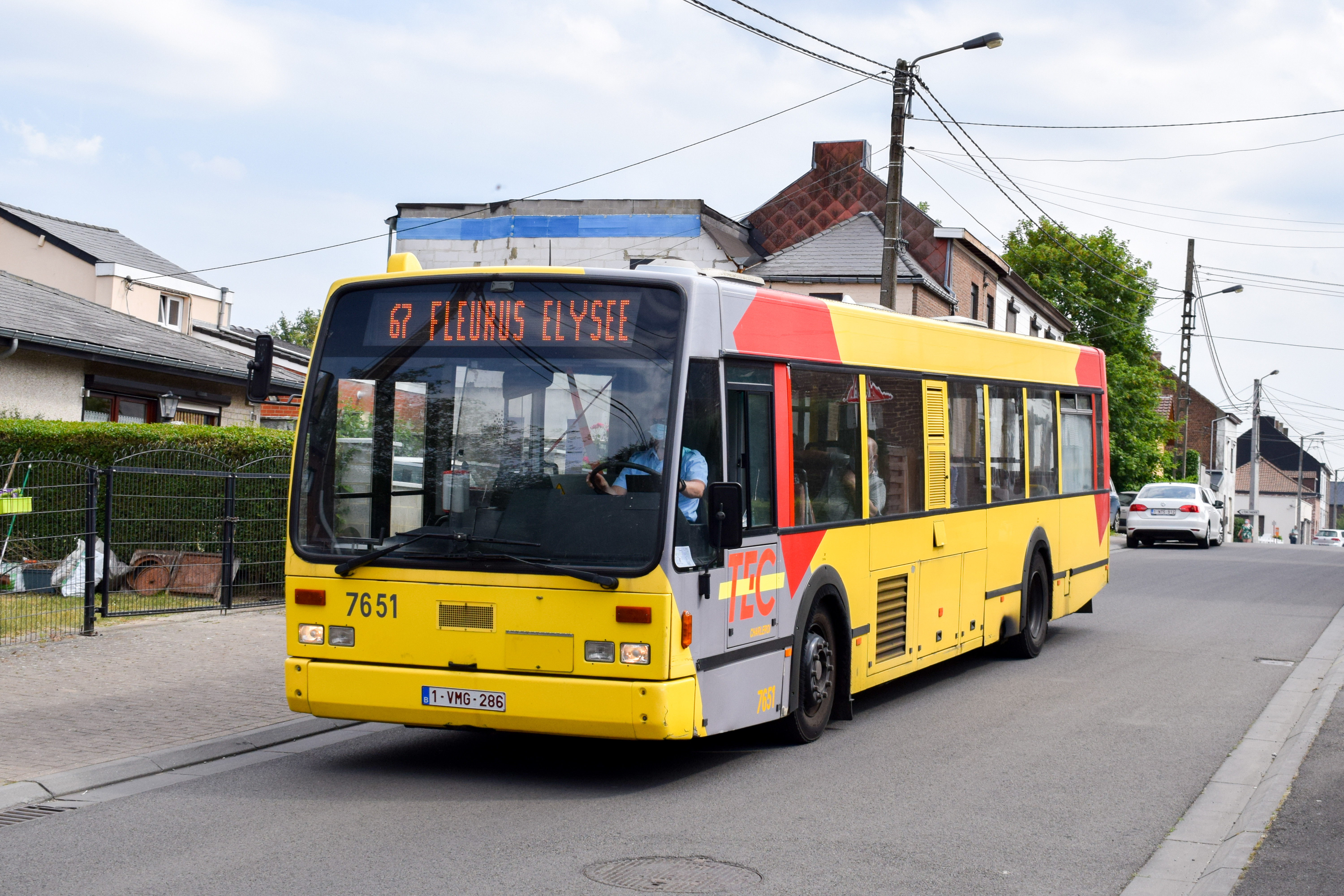

Il s'agit d'un modèle commandé par TEC Charleroi qui reprend le châssis des Van Hool A500 combiné à un moteur Caterpillar et à une carrosserie quasi identique aux Van Hool A320 à 3 portes commandés par TEC Hainaut,. La principale différence entre les Van Hool A500/2 et A320 TEC réside dans la position du moteur (au centre sur les A500/2) qui se traduit par un aspect légèrement différent des faces latérales.
- 85 exemplaires furent commandés par TEC Charleroi
- la Société des transports en commun de l'agglomération de Bayonne a commandé quelques exemplaires[4],[5]

### Versions spécifiques
- Van Hool A500-SP

"SP" = pour services spéciaux. Il s'agit d'une transformation réalisée en 1999 par la STIB sur base de véhicules existants : suppression de la porte médiane, placement systématique de sièges doubles, quasi tous face à la route. En 2013, quelques véhicules de ce type étaient encore en service, et d'autres ont été affectés pour du scolaire. 
- Van Hool A500-PL

Version commandée en 1993 pour le TEC Liège-Verviers. Ils sont pourvus d'un sol totalement plat (pas de marche entre le sol et les sièges), mais, pour ce faire, il y a une marche supplémentaire à franchir lors de l'embarquement et débarquement.
- Van Hool AP500

Le Van Hool AP500 (AP pour Airport) est la version aéroportuaire de l'A500 qui se distingue par le poste de conduite placé au milieu, permettant de placer des portes des deux côtés de l'autobus, un souhait exprimé par de nombreux aéroports[réf. souhaitée]. Des exemplaires y sont livrés aux aéroports de Dublin, Leeds-Bradford, Santiago du Chili et Singapour.

## Caractéristiques

### Aménagement intérieur
La configuration des sièges est variable.

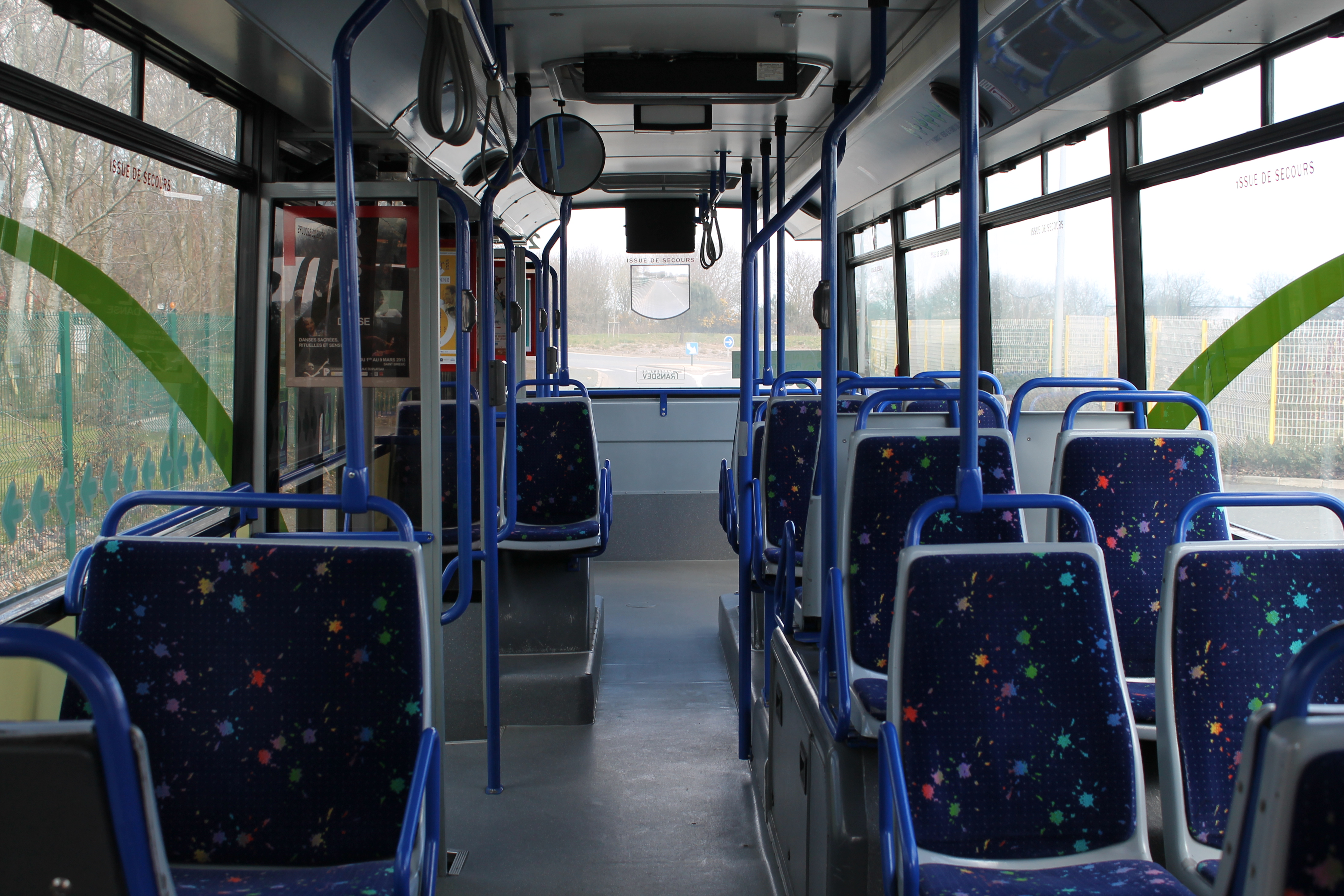
Vue avant au niveau du moteur (à droite).
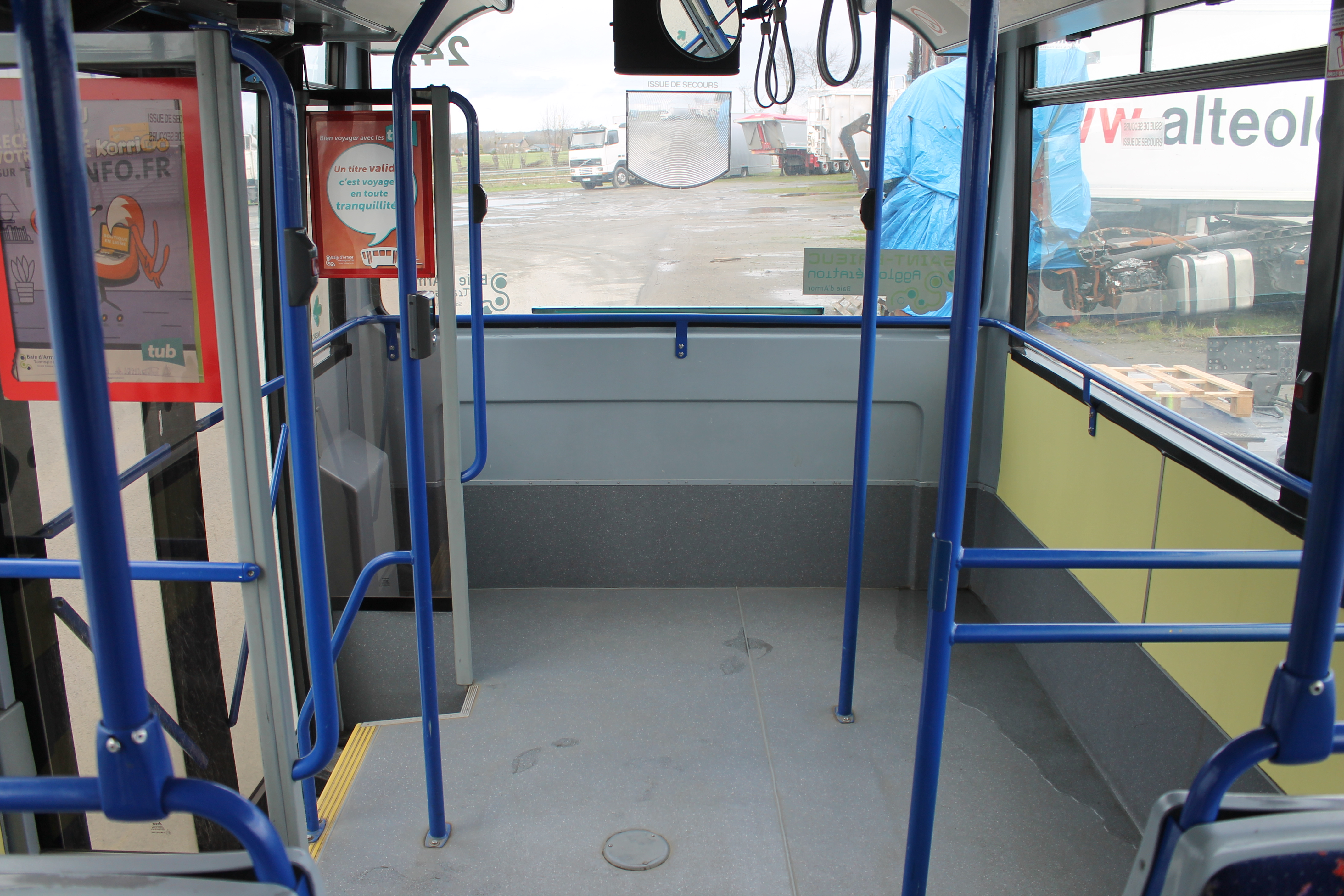
Vue arrière.
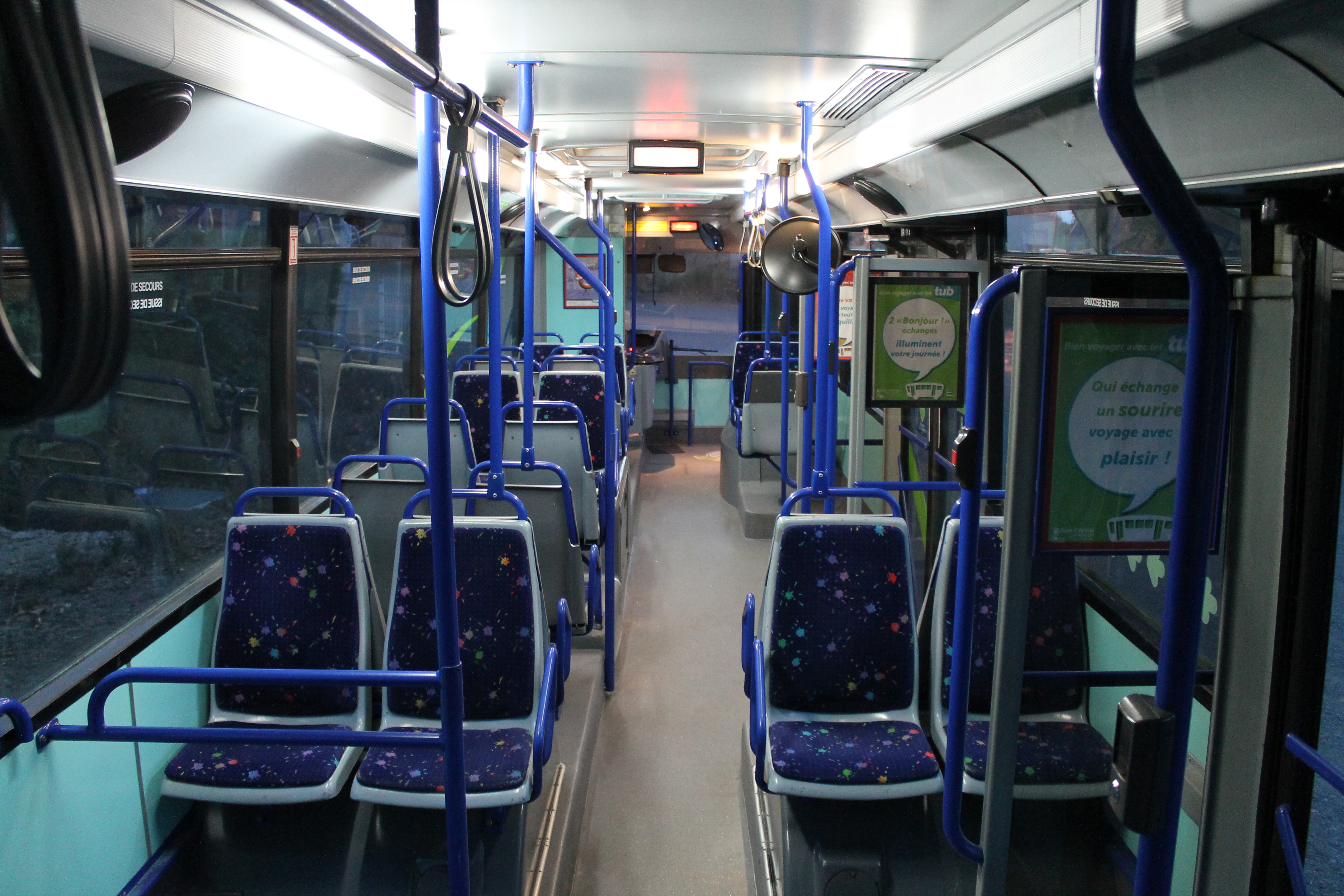
Idem.

## Production
La plupart de ses véhicules sont aujourd'hui réformés à cause de leur âge mais également car ils ne sont plus conformes aux normes d'accessibilité les plus récentes.
- La majorité des A500 roulait en Belgique dans des villes telles que Bruxelles, Liège, ...
- Certains roulaient également en France dans les villes de Saint-Brieuc, Quimper (3 exemplaires), Blois, Nancy, Besançon, Dijon ou Bayonne.
- L'Entreprise de transport urbain et suburbain d'Alger (ETUSA) a commandé 40 Van Hool A500/2 ainsi que 151 Van Hool A508[7] et de nombreux Van Hool AG500 et AGG500.

### STIB
Au début des années 1990, l'effectif de la STIB se composait presque entièrement d'autobus livrés avant 1980. Après avoir essayé le prototype des Van Hool A280 en 1986, la STIB passa commande le 9 novembre 1989 de 120 Van Hool A500 phase II (numérotés 8301 à 8420) qui furent livrés de mars à décembre 1991 (sauf le 8420 livré en août 1992).
- l'autobus 8301 fut présenté à la presse le 20 décembre 1990. Il portait alors, l’éphémère livrée jaune vif à bandes bleues, rapidement abandonnée au profit de la livrée "rectangle sur pointe" que reçurent les autres bus de la série.
- une seconde tranche de 60 bus fut passée en 1991. Ces 60 bus numérotés 8421-8480 furent livrés de mars à juillet 1992[10].

L'arrivée de ces bus permit la radiation de plusieurs Van Hool-Fiat 409 AU9, qui atteignaient les 20 ans de service.
- En 1999, les 30 plus anciens Van Hool A500 furent transformés par la STIB pour être utilisés sur les transports spéciaux (dont le ramassage scolaire et les excursions). À cette occasion, la porte centrale fut supprimée au profit d'une fenêtre et l’espace vacant aménagé avec des sièges supplémentaires[11]. Ils conservèrent leurs numéros d'origine (8301-8330) mais furent rebaptisés A500 SP[11]. Il leur arrivait d'assurer du service ordinaire.
- Chassés de certaines lignes par l'arrivée de bus plus récents, les A500 de la STIB permirent de mettre à la retraite les derniers autobus des années 1970 et 1980 peu après l'an 2000.
- Entre 2006 et 2011, les A500 furent radiés et retirés du service. Seuls subsistant les 8301-8313 ainsi que quelques autobus affectés à la formation des conducteurs (écolage)[12]. Les Van Hool NewA330 mirent fin à la carrière des derniers A500 qui furent radiés en même temps que les A300 au gaz naturel et quelques A300 de la première tranche. D'autres A300 et quelques A500 SP prirent la place des derniers A500 utilisés comme autobus d'écolage[13].
- Les A500 SP furent quant à eux radiés de 2012 à 2014. 13 d'entre-eux avaient été repeints en bleu et utilisés comme bus-navette lorsque des travaux nécessitaient d'interrompre la circulation des trams[12]. Depuis la disparition des A500 SP, la STIB ne possède plus d'autobus dédiés aux navettes et aux parcours spéciaux.
- La STIB conserva quelques A500 transformés en véhicules de service.

### De Lijn
Seule un petit nombre de Van Hool A500 roula pour De Lijn. Les Van Hool A600 étaient bien plus répandus.
- 15 autobus, commandés par une compagnie allemande qui résorba sa commande, furent finalement livrés à De Lijn en 1993.
  - numérotés 2958 à 2972, ces autobus à trois portes furent retirés du service entre 2005 et 2014.
- 18 autobus à deux portes, numérotés 3219 à 3236, furent livrés en 1994.
  - leur aspect ressemblait aux A500 SP de la STIB.
  - ces 18 autobus furent radiés entre 2013 et 2015.

## STIC
La Société des transports intercommunaux de Charleroi, qui avait déjà commandé trois Van Hool A280, commanda sept Van Hool A500 phase I numérotés 41-47 et livrés en 1990.
Il s'agit des derniers bus commandés par la STIC avant la dissolution de la société, qui fut absorbée par TEC Charleroi. Les sept A500 furent transférés à cette compagnie.
Ce furent les seuls A500 phase I utilisés par une compagnie belge de transport public.

## TEC
En Wallonie, les Van Hool A500 étaient également plus rares que les A600, plus adaptés aux lignes à faible densité. On retrouvait des A500 aux TEC Charleroi, TEC Hainaut et TEC Liège-Verviers.

### Charleroi
- Les 7 bus ex-STIC furent renumérotés 7041-7047 et progressivement repeints en livrée TEC. Leur carrière s’acheva en 2007[14].
- 16 autres bus (7051-7066) furent livrés à partir de 1993 et constituent les premiers autobus neufs commandés par TEC Charleroi. Ils furent radiés entre 2011 et 2016[15].
- 85 Van Hool A500/2 furent livrés au TEC Charleroi de 1998 à 1999 et numérotés de 7601 à 7685. Ils furent mis à la retraite à partir de 2015 ; en 2019 plusieurs sont encore en service actif. 4 durent être radiés en 2010 après l’incendie du dépôt Genson. En 2021, la série s'éteint doucement. Il ne reste que 3 exemplaires roulants: le 7654 transformé en 2016 et affecté à l'écolage, et les 7672 & 7676 servant aux services-spéciaux (semblable à du transport scolaire: écoles, excursions, etc). Les derniers exemplaires de ligne régulière (7608, 7610 et 7632) furent retirés du service le 30 juillet 2021.
- Le 23 juin 2010, un incendie détruisit 22 bus au dépôt Genson[16] de TEC Charleroi[17]. Pour pallier une pénurie en autobus, les autres régions prêtèrent 20 autobus Van Hool en fin de vie, dont 10 A500 originaires de TEC Hainaut qui furent renumérotés 7021-7030[18]. Au bout d'un an, ils revinrent dans leur région d'origine sauf deux exemplaires déjà radiés et deux brièvement conservés à Charleroi pour le transport des écoliers.

### Hainaut
48 A500 furent livrés en 1993-94 et numérotés 7600-7647. Ils furent radiés de 2010 à 2012, y compris les 10 autobus prêtés à TEC Charleroi en 2010.

### Liège-Verviers
41 A500 furent commandés par les TEC Liège-Verviers. Ces autobus, Van Hool A500 PL, avaient la particularité d'avoir un plancher plus haut afin de supprimer la différence de niveau entre les sièges surélevés et le plancher. Ce plancher surélevé se traduisait par une marche d'accès supplémentaire.
Livrés de 1993 à 1994, ils furent radiés de 2011 à 2012.

## Préservation

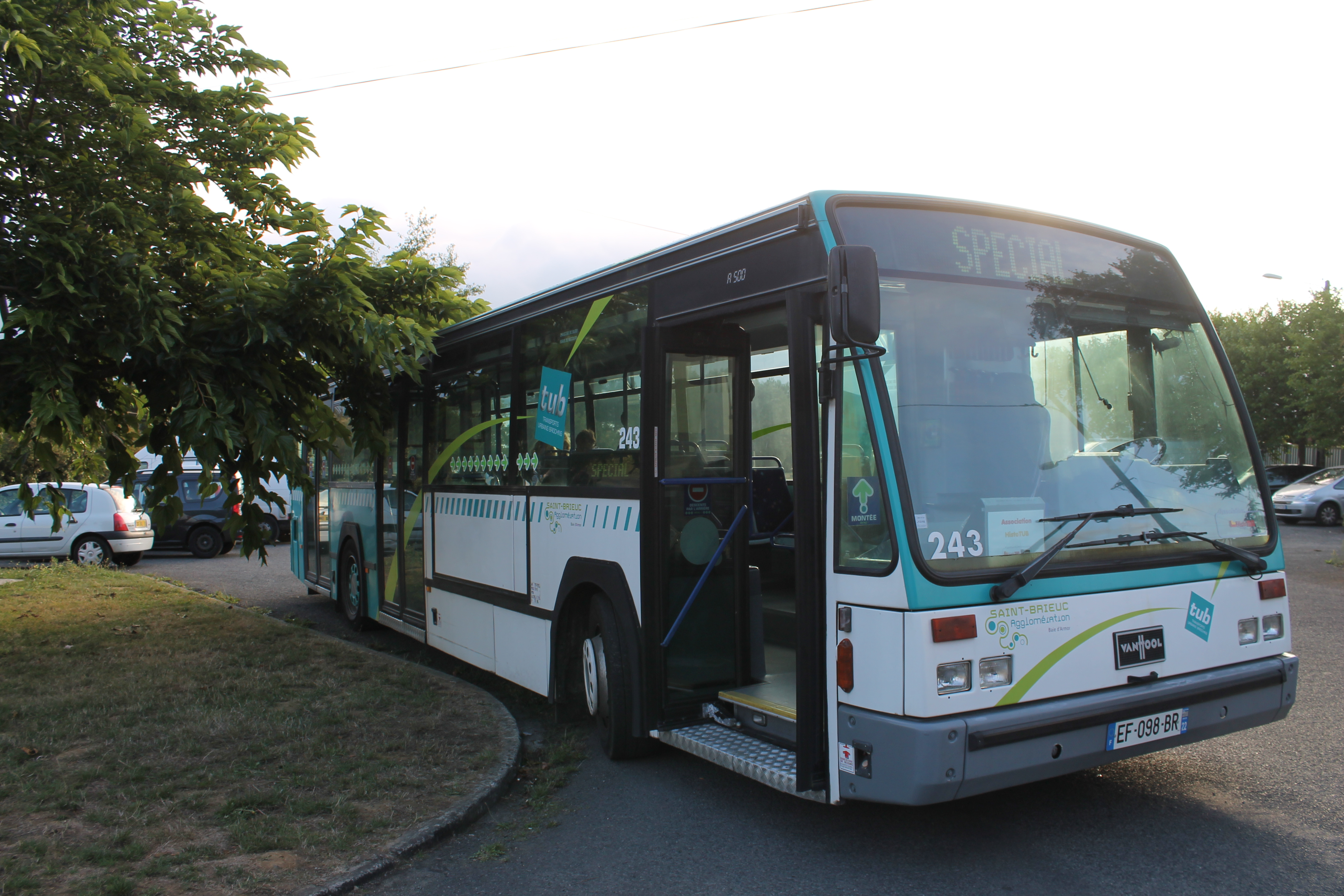
Van Hool A500 n°243 préservé par l'association HistoTUB.

### En Belgique
- A500 Phase II de Bruxelles : N°8399 ex STIB[19].
- A500 Phase II SP de Bruxelles : N°8313 ex STIB[20].
- A500 Phase II de la Province de Hainaut : N°3640 ex TEC ; préservé par l'association ABSL Patrimoine Bus & Car[21].

### En France
- A500 Phase II de Dijon : N°528 ex DIVIA ; préservé auparavant par l'association Autobus Passion[22] est préservé depuis Mai 2021 par l’association A.S.T.R.D. de Dijon.
- A500 Phase II de Saint-Brieuc : N°242 et 243 ex TUB ; préservés par l'association HistoTUB[23].